# Organització no governamental
Una organització no governamental, abreviat generalment com a ONG, és una organització privada independent de governs i organismes internacionals. Encara que la definició d'ONG tècnicament pot incloure les corporacions amb ànim de lucre, el terme sovint s'utilitza de manera restringida per als grups de defensa o protecció social, cultural, legal i ambiental les metes dels quals no són comercials. Les ONG solen ser organitzacions sense ànim de lucre que obtenen una porció dels seus recursos de fonts privades. Les ONG poden ser d'àmbit internacional o regional, i Bangladesh és el país on més treballen. Aquest terme generalment sovint està associat amb les Nacions Unides, i les organitzacions que designa.
Les ONG poden tenir tres objectius en les seves campanyes: obtenir finançament, sensibilitzar i educar, i forçar canvis legislatius o reorientar mesures polítiques i econòmiques. No obstant a aquesta classificació dels diferents projectes que fa cada organització pot no pertànyer a un camp concret d'aquests tres. Moltes d'aquestes campanyes esmentades amb anterioritat són híbrides. Poden haver-hi campanyes que demanin un finançament alhora que eduquen i sensibilitzen a la població, i actuen forçar un canvi legislatiu o una reorientació política.
La frase «organització no governamental», però, va ser utilitzada per primera vegada arran de l'establiment de les Nacions Unides el 1947 sota les provisions de l'article 71 del capítol 10 de la Carta de les Nacions Unides que tracten el paper consultiu d'organitzacions que no són ni governs ni membres estats. La definició d'ONG internacional, es va crear en la resolució 288 de l'ECOSOC, el 27 de febrer, 1950: «una organització internacional que no ha estat fundada per un tractat internacional». El paper vital de les ONG i altres grups importants en el desenvolupament sostenible va ser reconegut en el capítol 27 de l'Agenda 21, la qual cosa va dur als arranjaments en les relacions entre les Nacions Unides i les ONG.
La globalització començat al segle xx va incrementar la importància de les ONG. Molts problemes no han pogut resoldre's per una sola nació. Els tractats internacionals i les organitzacions internacionals com ara l'OMC, sovint són percebudes com a institucions centralitzades en els interessos de les empreses capitalistes. Per tal de balancejar aquesta tendència, les ONG s'ocupen d'altres aspectes dels afers humanitaris.

## Estatut legal
Una organització no governamental (ONG) és una associació sense afany de lucre dedicada a tasques amb finalitats solidàries i que no pertany ni ha estat creada per cap Estat o cap altre mena d'institució estatal més, nacional o internacional. La forma jurídica de les ONG és molt diversa i depèn de les interpretacions de les lleis i pràctiques de cada país. No obstant això, els quatre principals grups d'ONG que es poden trobar arreu del món són:, No incorporades i d'associació voluntària, fiduciàries, caritatives i sense afany de lucre, Empreses no únicament amb finalitats lucratives, o entitats formades o registrades sota règim especial
El Consell d'Europa a Estrasburg va redactar el Conveni Europeu sobre el reconeixement de la personalitat jurídica de les organitzacions internacionals no governamentals l'any 1986, que oferix un fonament jurídic comú per definir i regular l'existència i el treball de les ONG a Europa. L'article 11è del Conveni Europeu de Drets Humans protegix el dret a la lliure associació, de la qual les ONG són una concreció.

## Història
Per mitjà d'associacions voluntàries que han existit al llarg de la història, les ONG, tal com es coneixen avui dia, especialment en l'àmbit internacional, s'han desenvolupat durant els dos últims segles. Una de les primeres va ser l'Anti-Slavery International, fundada el 1839. Una altra va ser el Comitè Internacional de la Creu Roja, del 1863. L'Institut de Dret Internacional, per exemple, fou creat l'any 1873 a Gand i rebé el Premi Nobel de la Pau l'any 1904; La Unió Interparlamentària també fou creada l'any 1889; l'Oficina Internacional per la Pau (Premi Nobel de la Pau el 1910) fou creada a Berna el 1892; i encara es pot parlar de Rotary International fundada el 1917. Segons un inventari del 1978, hi havia aleshores al món unes 1083 ONG.
La definició i el concepte que tenim hui dia de les ONG naix després de la Segona Guerra Mundial quan els plans de desenvolupament van resultar prou eficaços i van refermar la idea que la comunitat internacional s'havia d'implicar més en el desenvolupament dels països més desafavorits. Els diners transferits no s'atorgaren directament als governs sinó que es creà una organització no lucrativa per transferir-los-hi. Durant el procés de descolonització del Tercer Món, les potències colonials van dissenyar els primers plans de cooperació centrats en la transferència de tecnologia i finançament, sobretot en el camp de la sanitat i l'ensenyament, mantenint els funcionaris que les metròpolis tenien desplaçats a les colònies i en paral·lel es va mantenir l'ajuda a les institucions religioses anomenades missions, No només les potències colonials es van implicar en el desenvolupament dels països descolonitzats, també ho feren les institucions internacionals, seguint lògiques i patrons molt similars als dels Estats. En eixos moments es creia fermament que els països subdesenvolupats experimentarien un creixement constant que aviat els deslliuraria de necessitar recursos externs. Durant la dècada dels anys 1970 l'ajuda oficial al desenvolupament no va parar de créixer.
A la dècada del 1980 les institucions internacionals comencen a potenciar la participació de la societat civil a les polítiques de cooperació, més econòmiques, podien rebre més o menys ajudes segons volguessen els governs, i completaven els seus ingressos mitjançant donacions de ciutadans. És d'aquesta manera que les ONG creixen i es doten d'una gestió professional. Amb la caiguda del mur de Berlín i la desaparició del bloc comunista, es va desencadenar una nova revisió del sistema de cooperació. Els països donants van establir un paquet de condicions establerts, en gran manera, per organismes internacionals com el Banc Mundial o el Fons Monetari Internacional, ambdós amb seu a Washington.